# Ulk
Ulk (16 de septiembre de 1932-6 de septiembre de 1942) fue un perro gran danés que tuvo el presidente chileno Arturo Alessandri Palma durante su segundo gobierno (1932-1938), y que se transformó en un símbolo de este; incluso apareció en una de las fotografías oficiales del mandatario, siendo considerado el «primer perro presidencial de Chile».

## Historia
El perro se hizo conocido en el segundo gobierno de Alessandri, puesto que acompañaba a su amo durante sus diarias caminatas por el centro de Santiago, y en sus visitas a la Confitería Torres. Se cuenta que durante una de esas ocasiones, unos agricultores quisieron jugarle una broma y llevaron a otro gran danés. Ambos perros comenzaron a pelear y tuvieron que ser separados con un balde de agua.
También se relata que Ulk tenía gran presencia en el Palacio de La Moneda, llegando incluso a interrumpir ceremonias oficiales de la Presidencia:

Cuando cierto embajador europeo presentó cartas credenciales al mandatario, ceremonia en esos años de gran solemnidad, apareció el enorme animal, que encontró simpático al diplomático: se paró en dos patas, virtualmente lo abrazó y culminó su expresión de cariño con prolongados lengüetazos en el rostro del compungido visitante.
El Mercurio de Valparaíso.

Ulk falleció el 6 de septiembre de 1942 y fue embalsamado. Su cuerpo fue depositado en el Museo Nacional de Historia Natural y en 1984 fue trasladado al Museo Histórico Nacional, donde se encuentra en exhibición.

## Galería
|                                    |
| Ulk en la foto presidencial, 1932. |

|                                           |
| Alessandri caminando junto a su perro Ulk |

|                                    |
| Noticia de la muerte de Ulk, 1942. |

|                                                              |
| El cuerpo embalsamado de Ulk en el Museo Histórico Nacional. |

| |
| El presidente Alessandri y Ulk están en el cuadro principal de la sala del Consejo del Banco Central. |